# Burkhard Balz
Burkhard Balz (ur. 24 lipca 1969 w Lemgo) – niemiecki polityk i finansista, deputowany do Parlamentu Europejskiego VII i VIII kadencji.

## Życiorys
Po odbyciu służby wojskowej studiował prawo na Uniwersytecie w Getyndze. Odbył w trakcie studiów staże zagraniczne w branży finansowej w Tokio i Londynie. Zawodowo pozostawał związany z Commerzbankiem. W latach 2001–2002 był przedstawicielem banku w biurze w Brukseli. Następnie pracował jako kierownik wydziału w Hanowerze.
W latach 1990–1996 przewodniczył miejskim strukturom chadeckiej młodzieżówki Junge Union. Od 2002 do 2006 kierował oddziałem Unii Chrześcijańsko-Demokratycznej w powiecie Schaumburg. Zasiada w radzie tego powiatu, a także w radzie miasta Stadthagen.
W wyborach w 2009 z listy CDU uzyskał mandat posła do Parlamentu Europejskiego VII kadencji. Przystąpił do grupy Europejskiej Partii Ludowej, wszedł w skład Komisji Gospodarczej i Monetarnej. W 2014 z powodzeniem ubiegał się o europarlamentarną reelekcję. W 2018 odszedł z Europarlamentu w związku z powołaniem na członka zarządu Niemieckiego Banku Federalnego.